# Tetralix cristalensis
Tetralix cristalensis är en malvaväxtart som beskrevs av Johannes Bisse. Tetralix cristalensis ingår i släktet Tetralix och familjen malvaväxter. Inga underarter finns listade i Catalogue of Life.